# Župnija Kotlje
Župnija Kotlje je rimskokatoliška teritorialna župnija dekanije Dravograd-Mežiška dolina koroškega naddekanata, ki je del nadškofije Maribor.

## Sakralni objekti
- Cerkev sv. Marjete Antiohijske, Kotlje (župnijska cerkev)
- Cerkev sv. Mohorja in Fortunata, Podgora